# День піонерії

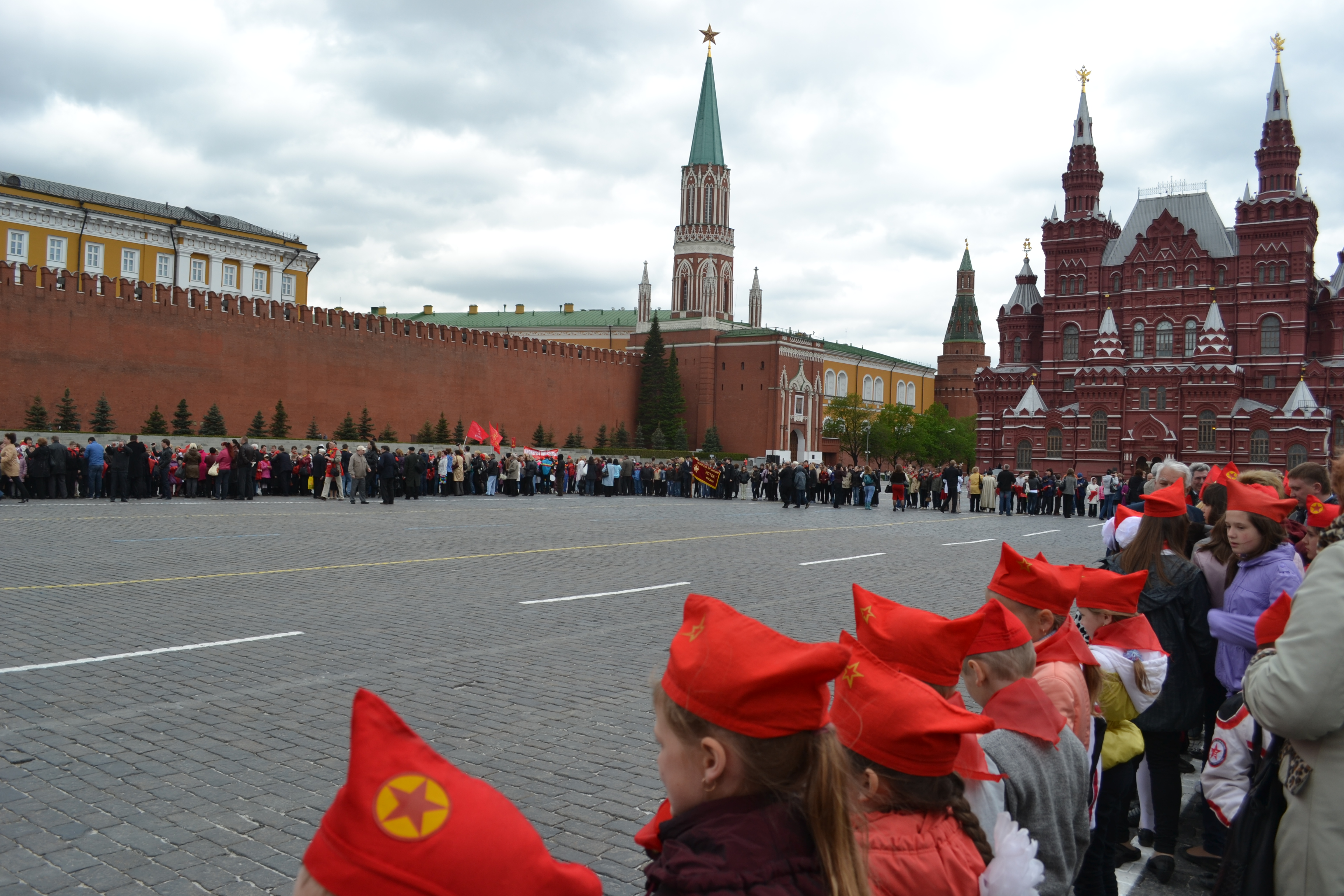
Святкування Дня Піонерії в Москві — урочисте приймання в піонери на Красній Площі кількох тисяч піонерів з пов'язуванням краваток

День піонерії (в сучасній Росії — День дитячих громадських об'єднань) — радянське і російське свято для дітей і підлітків, а також вожатих і педагогів, які працюють з дітьми піонерського (шкільного) віку. Відзначається 19 травня — в день народження Всесоюзної піонерської організації імені В. І. Леніна.
Організаторами свята є піонерські та інші, як правило, дитячі організації, що продовжують традиції і методи роботи піонерського руху.

## Історія і сутність
19 травня 1922 року 2-а Всеросійська конференція комсомолу ухвалила рішення про створення піонерських загонів. На честь цієї події 19 травня відзначався в СРСР як День народження піонерії.
За радянських часів до Дня піонерії в школах проводилися «Ленінські уроки», підбивалися підсумки в змаганні між ланками, загонами і дружинами в успішності, в зборі металобрухту, макулатури тощо. Також в День піонерії проводилися і проводяться збори, концерти, конкурси, нагородження піонерів і школярів, піонерські паради та мітинги.
Вечірньої пори при школах або в окремих мікрорайонах організовувалися і менш формальні гуляння з традиційним «піонерським багаттям». У сучасній Росії в розважальних центрах і клубах до Дня піонерії нерідко проводяться дискотеки «піонерської тематики», акції, флешмоби.
Після розпуску Всесоюзної піонерської організації ім. В. І. Леніна День піонерії відзначають дитячі організації й рухи, які зберегли піонерські традиції й методи роботи.
Святкові заходи піонерської тематики проводяться як в Росії, так і в деяких інших країнах колишнього СРСР.
Прийом в піонери на Червоній площі біля Мавзолею В. І. Леніна щорічно організовує КПРФ. В урочистій церемонії беруть участь понад 3000 дітей (у 2012 ювілейний для піонерії рік було прийнято понад 5000). Як правило площу перекривають, перед дітьми виступає лідер партії Г. А. Зюганов, Потім їм пов'язують червоні краватки, а після, дітям, що вже вступили в піонерські ряди, влаштовують концерт.